# K Bilzerse Waltwilder VV
Dernière mise à jour : 09 août 2021.
Bilzen Youth est un club de football belge, localisé dans la commune de Bilzen, au sud de la province de Limbourg.
En mars 2021, il est annoncé que le club va unir sa destinée avec celui de Spouwen-Mopertingen (5775) pour former le Belisia Bilzen SV (5775). Cette union a lieu mais il n'y a pas de fusion dans le sens règlementaire du terme. Le matricule 232 poursuit ses activités sou l'appellation de Bilzen Youth.
Le matricule 232 a disputé 20 saisons en séries nationales.

## Repères historiques
Début du XXe siècle, existence d'un  VOETBALCLUB VLUG TE BEEN EN BILZEN VOORUIT
- 1912 : Création d'un club appelé BELISIAarreêt vers 1914
- 1916 : Création du BILZERSCHE VOETBALVERENINING par d'anciens membres du BELISIA

- 1922 : 30 avril 1922, création officielle du BILZERSE VOETBAL VERENINING qui s'affilie à l'URBSFA le 23 août 1922. Le club évolue en « Rouge et Vert ».
- 1926 : décembre 1926, BILZERSE VOETBAL VERENINING se voit attribuer le matricule 232.
- 1948 : Première apparition du BILZERSE VOETBAL VERENINING (232) en séries nationales. Cette première expérience dure deux saisons.
- 1958 : 23 novembre 1958, fondation du WALTWILDER VOETBAL VERENINING qui s'affilie à l'URBSFA le 13 mars 1959 comme club « Débutant » et devient club « Effectif », le 13 avril 1960. Ce club reçoit le matricule 6211.
- 1982 : vers le 15 mai 1982, BILZERSE VOETBAL VERENINING (232) est reconnu « Société Royale ».
- 1983 : 1er juillet 1983, BILZERSE VOETBAL VERENINING (232) prend la dénomination de KONINKLIJKE BILZERSE VOETBAL VERENINING (232) .
- 2014 : 1er juillet 2014, KONINKLIJKE BILZERSE VOETBAL VERENINING (232) fusionne avec le WALTWILDER VOETBAL VERENINING (6211) pour former le KONINKLIJKE BILZERSE WALTWILDER VOETBAL VERENINING (232).
- 2021 : 1er juillet 2021, KONINKLIJKE BILZERSE WALTWILDER VOETBAL VERENINING (232) change son appellation en BILZEN YOUTH (232).

## Histoire
Dès le début du XXe siècle, un club est créé à Bilzen sous le nom Voetbalclub Vlug Te Been en Bilsen Vooruit, dont l'existence ne dure que quelques années. En 1912, un nouveau club du nom de Belisia est fondé dans la commune, mais il cesse ses activités durant la Première Guerre mondiale. En 1916, d'anciens membres du Belisia créent le Bilzersche VV. Il est probable que l'existence reste éphémère ou que le club ne participe à aucune fédération structurée car sa date officielle de création est le 30 avril 1922. Le club est affilié à l'Union belge en 1922 et versé dans les séries régionales limbourgeoises. Il est un des premiers clubs de la province membre de la fédération, après les deux clubs d'Hasselt, l'Excelsior et le VV, et les deux clubs de Tongres, le Cercle et le Patria. En décembre 1926, il reçoit le matricule 232.

### Premier accès en Nationale
Le club reste dans les séries régionales puis provinciales jusqu'au sortir de la Seconde Guerre mondiale. En 1948, le club rejoint pour la première fois de son Histoire la Promotion, à l'époque troisième niveau national. L'expérience dure deux saisons, et le club est relégué en provinciales à la suite d'une antépénultième place dans sa série. Il y reste un quart de siècle, et ne revient en nationales qu'en 1976. Pour son retour en Promotion, devenu depuis 1952 le quatrième niveau national, le club termine à la cinquième place. Un an plus tard, il remporte le titre dans sa série et monte en Division 3.
Dès sa première saison en troisième division, le club joue le titre, et n'échoue qu'à quatre points du champion, Hoeselt VV. Les joueurs ne pourront jamais réitérer cette performance, et terminent les saisons suivantes juste au-dessus de la zone de relégation. Le club parvient à éviter la descente jusqu'en 1986, où l'avant-dernière place obtenue en fin de saison le condamne à retourner en Promotion après huit saisons en Division 3.
Le club manque la remontée directe pour un point derrière le Zwarte Leeuw. Il termine la saison suivante dans le haut du classement, mais en 1989, il termine dernier de sa série de Promotion et est renvoyé vers les séries provinciales. Il n'est plus jamais revenu dans les divisions nationales depuis lors.
Après sa relégation, le club connaît plusieurs années difficiles, et tombe même jusqu'en troisième provinciale en 1997. 

### Fusion avec Waltwilder
Grâce à deux titres consécutifs, il remonte en P1, mais après quelques années passées dans le ventre mou du classement, il est de nouveau relégué en deuxième provinciale. En 2014, des pourparlers de fusion aboutissent avec le Waltwilder VV, porteur du matricule 6211, un autre club basé dans la commune, qui évolue en première provinciale. Ce club remporte même le tour final provincial, qui offre une place directe en Promotion à la suite de la fusion entre l'Esperanza Neerpelt et Overpelt. Le club fusionné choisit de conserver le matricule 232 de Bilzen mais peut évoluer en Promotion à la place de Waltwilder (qui est considéré comme montant direct car une place a été libérée par un cercle de la Province de Limbourg: Overpeltse VV qui a fusionné avec Esperanza Neerpelt).

### Union / Rapprochement avec Spouwen-Mopertingen
Quand la saison 2019-2020 est interrompue en raison de la Pandémie de Covid-19, le club occupe une 14e place synonyme de relégation hors de D3 Amateur. Le cercle commence la saison 2020-2021, en P1 Limbourg avec un 15 sur 15 prometteur. Mais, toujours à cause de la situation sanitaire, la saison est arrêtée et annulée. En mars 2021, le club choisit de se rapprocher de Spouwen-Mopertingen (5775) qui prend le nom de Belisia Bilzen SV (en mémoire d'une tout ancien club de la localité).
Cependant, aucune fusion n'intervient. Les deux entités se rapprochent et collaborent mais les deux numéros de matricule poursuivent leur activité. N'alignant plus d'équipe « Premières », e K. Bilzerse Waltwilder VV prend la dénomination de Bilzen Youth. Le club aligne une équipe « Réserves » ainsi que des sélections d'âge de U21 à U6. Le stade dit « du Kattenberg » devient celui de l'équipe A du « Belisia » (5775)

## Résultats dans les divisions nationales
Statistiques mise à jour le 27 juillet 2021 - Fin de la saison 2020-2021.

### Palmarès
- 1 fois champion de Promotion en 1978

### Bilan
| Niv | Divisions     | Jouées | Titres | TM Up | TM Down |
| --- | ------------- | ------ | ------ | ----- | ------- |
| I   | 1re nationale | 0      | 0      |       |         |
| II  | 2e nationale  | 0      | 0      |       |         |
| III | 3e nationale  | 10     | 0      |       |         |
| IV  | 4e nationale  | 7      | 1      |       |         |
| V   | 5e nationale  | 3      | 0      |       |         |
|     |               |        |        |       |         |
|     | TOTAUX        | 20     | 1      | 0     | 0       |

- TM Up : test-match pour départager des égalités, ou toutes formes de Barrages ou de Tour final pour une montée éventuelle.
- TM Down : test-match pour départager des égalités, ou toutes formes de Barrages ou de Tour final pour le maintien.

### Classements saison par saison
| Ordre                                                                           | Saison  | Nom du club               | Niveau                         | Classement final | Remarques          |
| ------------------------------------------------------------------------------- | ------- | ------------------------- | ------------------------------ | ---------------- | ------------------ |
| 1                                                                               | 1948-49 | Bilzerse VV               | Promotion (D3) série C         | 10e/16           |                    |
| 2                                                                               | 1949-50 | Bilzerse VV               | Promotion (D3) série D         | 14e/16           | Relégué!           |
| séries provinciales                                                             |         |                           |                                |                  |                    |
| 3                                                                               | 1976-77 | Bilzerse VV               | Promotion série C              | 5e/16            |                    |
| 4                                                                               | 1977-78 | Bilzerse VV               | Promotion série B              | 1er/16           | Champion et promu! |
| 5                                                                               | 1978-79 | Bilzerse VV               | Division 3 série B             | 2e/16            | [ saisons 1 ]      |
| 6                                                                               | 1979-80 | Bilzerse VV               | Division 3 série B             | 11e/16           |                    |
| 7                                                                               | 1980-81 | Bilzerse VV               | Division 3 série B             | 12e/16           |                    |
| 8                                                                               | 1981-82 | Bilzerse VV               | Division 3 série B             | 8e/16            |                    |
| 9                                                                               | 1982-83 | Bilzerse VV               | Division 3 série B             | 12e/16           |                    |
| 10                                                                              | 1983-84 | Bilzerse VV               | Division 3 série B             | 9e/16            |                    |
| 11                                                                              | 1984-85 | Bilzerse VV               | Division 3 série B             | 11e/16           |                    |
| 12                                                                              | 1985-86 | Bilzerse VV               | Division 3 série B             | 15e/16           | Relégué!           |
| 13                                                                              | 1986-87 | Bilzerse VV               | Promotion série C              | 2e/16            | [ saisons 2 ]      |
| 14                                                                              | 1987-88 | Bilzerse VV               | Promotion série C              | 5e/16            |                    |
| 15                                                                              | 1988-89 | Bilzerse VV               | Promotion série C              | 16e/16           | Relégué!           |
| séries provinciales                                                             |         |                           |                                |                  |                    |
| 16                                                                              | 2014-15 | K. Bilzerse Waltwilder VV | Promotion série C              | 10e/16           |                    |
| 17                                                                              | 2015-16 | K. Bilzerse Waltwilder VV | Promotion série C              | 14e/16           | Relégué!           |
| séries provinciales                                                             |         |                           |                                |                  |                    |
| 18                                                                              | 2017-18 | K. Bilzerse Waltwilder VV | Division 3 Amateur VFV série B | 6e/16            |                    |
| 19                                                                              | 2018-19 | K. Bilzerse Waltwilder VV | Division 3 Amateur VFV série B | 12e/16           |                    |
| 20                                                                              | 2019-20 | K. Bilzerse Waltwilder VV | Division 3 Amateur VFV série B | 14e/16           | Relégué!           |
| séries provinciales                                                             |         |                           |                                |                  |                    |
| 30/06/2021 - arrêt de l'équipe Premières. Le matricule 232 devient Bilzen Youth |         |                           |                                |                  |                    |

## Anciens joueurs connus
- Mathieu Billen, ancien joueur du Standard de Liège, de l'Antwerp et de Malines notamment, joue un an au Bilzerse VV en 1987-1988.
- Vital Vanaken, ancien joueur de Lommel et Malines, joue une saison (1983-1984) pour Bilzerse au début de sa carrière.